# Bengt Nybelius
Bengt Nybelius, född 18 december 1942 i Örebro, död 20 december 2011, var ledamot av Svenska Skidförbundets styrelse, generalsekreterare för Svenska Skidspelen och medlem i Internationella skidförbundets (FIS) backhoppningskommitté och kommittén för nordisk kombination.

## Biografi
Bengt Nybelius arbetade inom den akademiska världen och idrottsvärlden. Från 1984 till 1991 var han generalsekreterare för Svenska Skidspelen. 1988 till 1996 var han ledamot i Svenska Skidförbundets styrelse. Han var internationell sekreterare under Skid-VM i Falun 1993 och var även kampanjledare för att Falun skulle få arrangera VM. Han satt i Internationella skidförbundets (FIS) backhoppningskommitté och kommittén för nordisk kombination under flera år och var en av förespråkarna för dambackhoppning och var den första ordföranden för dambackhoppning i FIS.
Nybelius var en av grundarna till EAS (European Athletes Student), ett nätverk för högskolor och universitet som arbetar för att idrottare ska kunna få bättre möjlighet till studier och en ny karriär efter idrottskarriären, och var under flera år dess ordförande. Efter att han avgått som ordförande blev han vald till hedersordförande för EAS.